# Strage degli innocenti (Marcantonio Raimondi)
La Strage degli innocenti è una stampa a bulino dell'incisore Marcantonio Raimondi, su invenzione di Raffaello, pervenutaci in più copie e stati.
Conosciuta come una delle stampe più famose del Rinascimento italiano, la sua creazione è datata intorno al 1511, quando Marcantonio, da poco giunto a Roma, aveva avviato insieme a Raffaello una prolifica attività incisoria di riproduzione dei disegni dell'Urbinate.